# 寡毛大剑水蚤
寡毛大剑水蚤（学名：Macrocyclops oligolasius）为剑水蚤科大剑水蚤属的动物。分布于非洲、台湾岛以及中国大陆的云南等地，属于底栖性种类。其主要生活于小型水域中或湖泊的沿岸带。